# Els Anes Pinçon a Catalunya

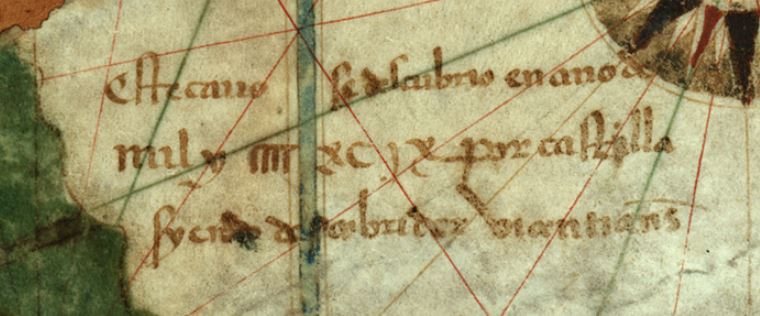
Text del mapa de Joan de la Cosa situat front a la costa del Brasil a on diu: "este cavo se descubrio en ano de mil y CCCC XC IX por castilla syendo descubridor vicentians"

Els Ianyes, Eanes o Anes Pinçon, eren nobles portuguesos parents del rei Pere el Conestable de Portugal, instal·lats a Catalunya el 1464, concretament a l'Empordà. Participen en la Guerra civil catalana al mateix bàndol dels Colom barcelonins. A més de tresorers i armers reials, són capitans de Castell de Palau-saverdera, Hostalric, La Bisbal d'Empordà i de tot el Comtat d'Empúries. Segons Jordi Bilbeny hi ha un centenar de referències dels Pinçon documentats a Catalunya.

## Els Anes Pinçon durant la Guerra Civil Catalana
Els Pinçon arriben a Catalunya l'any 1464, concretament a l'Empordà amb la cort de Pere IV. Participen en la Guerra civil catalana i segons els documents catalans tenen importants càrrecs públics:
- Trobem documentat el nom d'un cavaller anomenat Vicens Anes Pinçon.[1][2]
- El Procurador Reial i Ambaixador fidel de la Generalitat a la Cort de Roma d'aquella època era un tal Alfons Anes Pinçon.
- També tenim que el Lloctinent de la Tresoreria Reial de la Generalitat d'aquella època era un tal Ferran Anes Pinçon.

Segons Santiago Serra i Maurici a Catalunya, tenim documentat un cavaller anomenat Alfons Anes o Yanes Pinçó que va arribar amb la cort del rei Pere IV. Amb altres nobles portuguesos, el trobem en l'enterrament del rei Pere a Granollers. Els estudis fets, entre d'altres, per Jordi Bilbeny, Teresa Baqué, Alba Vallés, Jordi Indiano i Núria Coll i Julià demostren que aquest Alfons era parent del rei Pere IV i que va ser ambaixador de la Generalitat a la cort papal a Roma. Fou també canonge de la Catedral de Coïmbra i comanador reial. També tenia dos germans: un, anomenat Vicenç Anes Pinçon cosí de Pero Vasques de Sayavedra que era, a la vegada, cosí germà de Pere IV. L'altre germà de nom Ferran Yanes o Anes Pinçon fou criat del mateix rei i lloctinent del tresorer reial.

## Uns Anes Pinçon corsaris

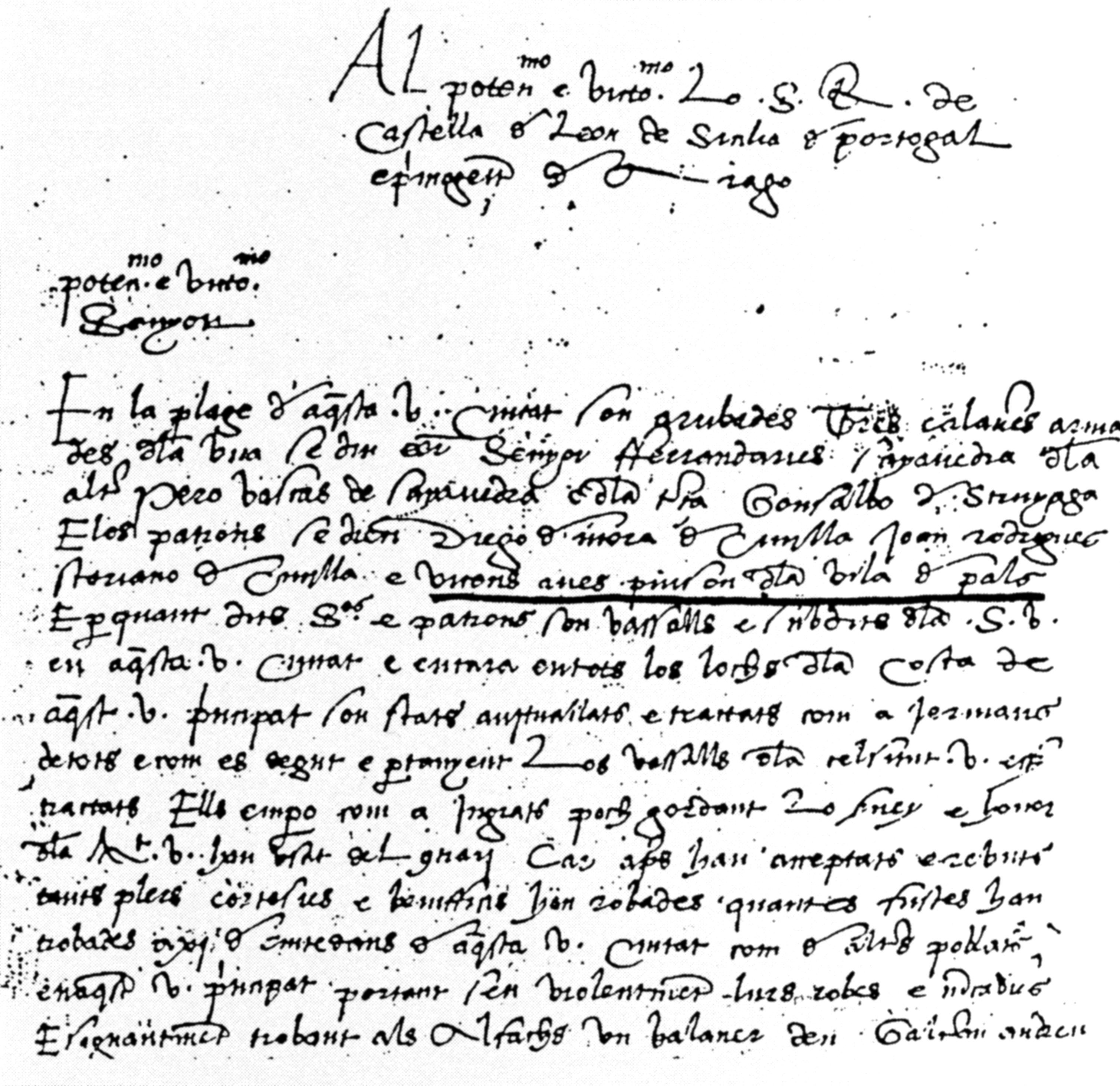
Carta dels Consellers de Barcelona al rei Ferran, denunciant un robatori de Vicens Anes Pinçon de la Vila de Pals.

Perduda la Guerra Civil Catalana, els Pinçon fan de corsaris segons un document trobat per la historiadora barcelonina Núria Coll i Julià l'any 1950 a l'Arxiu de la Corona d'Aragó. És una carta escrita pels Consellers de Barcelona a Ferran el Catòlic, aleshores rei de Castella i hereu de la Corona d'Aragó, en la que l'hi informen d'un robatori al port de Barcelona per part d'un tal Vicens Anes Pinçon, de la vila de Pals i un Ferrand Anes Sayavedra.
| « | Al potentíssimo y vituosíssimo lo senyor Rey de Castella, de León, de Sicilia, de Portogal e Primogènit d'Aragó. Potentíssimo e virtuosíssimo Senyor: en la plage de aquesta vostra ciutat són arribades tres calaveras armades; de la una diu ésser senyor Ferrandanes Sayavedra, de la altre Pero Vascas de Sayavedra e de la terça Gonsalbo de Struyaga, e los patrons se dien Diego de Mora, de Civilla, Joan Rodrigues Storiano, de Civilla, e Vicens Anes Pinson, de la vila de Pals. E per quant dits senyors e patrons són vassalls e súbdits de la Serenitat Vostra, en aquesta vostra ciutat e encara en tots los lochs de la costa de aquest vostre Principat són stats avituallats e tractats com a jermans..... ......han robades quantas fustes han trobades,.........potant-se'n violentment lurs robes e mercaderies, e signantment, trobant als Alfachs un balener d'en Galceran Andreu, per força li han levades e robades vint sachas de lanes e una bala de flassades qui sus dit balener eren carregades del honorable En Mateu Capell, mecader d'aquesta vostra ciutat, home molt virtuós........ De la sereníssima Senyoria Vostra humils servidors, los conselles de Barchinona | » |
| — Lloc i data: Barcelona, 1 de març del 1477 - Hispania X (1950) Pàg. 596 (Revista española de historia) AHCB, Letres Closes, 1477-1479,17 v. | |   |

Per a Jordi Bilbeny, aquests Pinçon catalans i els Pinzón andalusos de la descoberta serien les mateixes persones. Contràriament per Francesc Albardaner estariem parlant de diferents personatges, uns residents a Pals Catalunya i els altres de Palos de la Frontera a Castella.

## José Álvarez de la Fuente
Fra José Álvarez de la Fuente predicador general i del rei Felip V, en la seva obra de 1733, quan explica el viatge de la descoberta ens diu que els Pinçon eren catalans.
| «                                                     | ...con dos Pilotos, ambos hermanos, Catalanes, llamados Martin Pinzon y Alonso Pinzon; y con ciento y veinte hombres de Compañia, descubrieron las Islas Lucaras en las Indias... | » |
| — Diario historico, politico-canonico y moral, p. 217 | |   |

## Mapa de Joan de la Cosa
En el mapa de Joan de la Cosa i situat front a la costa del Brasil hi trobem un text a on ens diu: "este cavo se descubrio en ano de mil y CCCC XC IX por castilla syendo descubridor vicentians". Diu clarament que Vicent Ians fou descobridor del Brasil. La història oficial declara que Vicente Yáñez Pinzón fou el seu descobridor.

## Pere IV el Conestable

Escut de l'Ordre d'Avis, Pere el Conestable de Portugal, fou nomenat Gran Mestre de l'Ordre d'Avis

El rei Pere IV el Conestable de Portugal era fill de Pere de Portugal, duc de Coïmbra i regent de Portugal, i d'Elisabet d'Urgell i d'Aragó, filla de Jaume II d'Urgell.
- El 1443 era nomenat conestable de Portugal, convertint-se per tant en la màxima autoritat militar del regne després del rei.
- El 1444 fou nomenat cavaller i Gran Mestre de l'Orde d'Avís. Durant la guerra civil catalana Pere fou nomenat per la Generalitat rei dels catalans.
- El 1464 s'insta-la a Catalunya amb la seva cort de nobles portuguesos, entre ells els Pinçon, els Anes i els Sayavedra.
- El 29 de juny de 1466 Pere IV mort als 37 anys de malaltia a Granollers i fou enterrat a Santa Maria del Mar envoltat d'un grup de fidels portuguesos i catalans, entre ells els Pinçon i els Colom de Barcelona.

## Conceptes de “vecino” i “natural”
En molts documents en castellà anteriors, contemporanis i posteriors al descobriment d'Amèrica són freqüents els adjectius “natural” i “vecino” (d'alguna població). En alguns casos es fa referència a algun personatge com a “natural y vecino” d'una població determinada.
Tot i que, en rigor, no es tracta de conceptes excloents, en la pràctica sí que ho són. Si un document parla de “vecino” vol dir que la persona viu a la localitat i que no n'és “natural”. Una persona “natural” és nascuda a la localitat però pot viure en un altre lloc. Només quan s'indica “natural y vecino” queda definit de forma precisa el naixement i la residència de la persona en un indret determinat.
En el cas dels germans Pinçon del descobriment d'Amèrica hi ha uns quants documents que parlen de “vecino de la villa de Palos”. Aparentment no hi ha cap document que digui “natural de la villa de Palos”. Així, caldria excloure Palos com a lloc de naixement dels Pinçon. Un exemple semblant podria ser el de Juan de la Cosa, oficialment nascut a Santoña però “vezino del Puerto de Santa María” en alguns documents.